# Kristologija
Kristologija ali "nauk o Kristusuje" veja krščanske teologije, ki se osredotoča na preučevanje narave, osebe in dela Jezusa Kristusa. Izraz izhaja iz besed grških besed "Christos" (Kristus) in "logos" (beseda). Kristologija raziskuje Jezusovo mesijansko poslanstvo, kako je izpolnil judovska preroška pričakovanja o prihajajočem Odrešeniku, kako je Jezusova žrtev na križu omogočila odrešenje ljudi in kaj pomeni vstajenje za krščansko vero in za človeško naravo. 

## Kristologija v prednicejskem obdobju
Prednicejsko obdobje je bil čas v krščanski zgodovini do prvega koncila v Nikeji. V tem času so se razvile 4 generalne teorije o jezusovem božanstvu.
- Modalizem zagovarja, da so Oče, Sin in Sveti Duh le trije načini razodevanja istega božanske osebe.
- Adopcionizem zagovarja, da Jezus ni Bog od samega začetka, ampak je postal Bog šele ob krstu v reki Jordan, ko ga je Bog Oče posvojil in s tem naredil za Boga.
- Arijanizem Jezus je najvišje ustvarjeno bitje. Jezus ni obstajal od vedno, pač pa ga je Bog Oče ustvaril. Jezus ima samo omejene sposobnosti in vedenje.

- Teologija logosa. Jezus je obstajal od vedno v obliki Besede Boga Očeta.

Po legalizaciji krščanstva leta 313 je v Aleksandriji nastal spor med škofom Atanazijem in Arijem, zato je Cesar Konstantin Veliki leta 325 sklical Prvi nicejski koncil, kjer so arijanstvo, modalizem in adopcionizem obsodili kot krivoverstvo. Na koncilu so ravno zaradi Arija zelo natančno definirali stališča uradnega krščanstva in sprejeli nicejsko veroizpoved. Nicejska veroizpoved trdi, da sta Bog oče in sin narejena iste substance, kar pomeni, da je Jezus obstajal za vedno. Med vladavino Konstantinske dinastije so razni cesarji poskušali poenotiti cirkev. Večina teh cesarjev je hotela da cerkev poterdi kristologijo semi-arianizma, v kateri sta bila oče in sin podobne substance. Te spori so trajali do vladavie ceasrja Teodozija, ko je sklical novi koncil. Ta koncil, ki se je zgodil v Konstantinoplu je potrdil odloke Nikeje.

## Postnicejska kristologija
Po sprejetju Nicejske veroizpovedi so izbruhnili spori o enotnosti in razilkah Kristusove človeške in božanske narave. Da bi te razlike poenotili, sta se ustanovili antiohijska in aleksandrijska šola krščanstva. Antiohijska šola se je osredotočila na Jezusovo človeško naravo, medtem ko se je aleksandrijska ukvarjala z njegovo božansko naravo. Najbolj ekstremni teolog božanske narave je bil Apolinarij iz Latakije. Njegov nauk, ki se imenuje apolinarizem, zagovarja da Jezus ni imel človeškega uma. Kritiki apolinarianizma iz antiohijske šole so nasprotovali Apolinariju, saj je po njihovem mnenju njegov nauk podredil Kristusovo človeško naravo, kar pomeni da Kristus ni bil pravi človek. Leta 381 so apolinarizem označili za krivoverstvo in v naslednjih desetletjih je praktično izumrl.  
Z namenom, da bi predstavil ortodoksno teologijo je carigrajski patriarh Nestor, ki je pripadal antiohjski šoli začel učiti nauk nestorianizma, ki je ločeval Jezusa kot osebo in kot Božjega Sina. Nestor je zanikal naslov Mati Božje za Marijo in da naj Cerkev imenuje Marijo Mati Kristusova. Ciril Aleksandrijski je nasprotoval Nestoriju in prosil papeža Celestina da ga izobči iz cerkve, vendar je Nestorij prosil cesarja, da skliče koncil. Cesar Teodozij II. je sklical Prvi efeški koncil, ki označil nestorianizem za krivovirstvo in razglasil, da se bo za Marijo uborabljal naslov mati božja. Po koncu koncila je potekal konflikt med podporniki miafizitizma, ki so trdili, da je imel Jezus eno naravo, ki je božanska in človeška, in diofizitizma, ki so trdili da je bil Jezus ena oseba, vendar je sta naravi ločeni. Z podporo papeža Leona je Kalcedonski koncil leta 451 je podprl diofizitizem, kar je vodilo v razkol v cerkvi, saj sta patriarh Aleksandrije in patriarh Armenije podpirala miafizitizem.        